# Jefferson C. Davis
Jefferson Columbus Davis (2. marts 1828 – 30. november 1879) var en officer i den amerikanske hær, som gjorde tjeneste i den Mexicansk-amerikanske krig, den amerikanske borgerkrig og Modoc krigen. Han var den første leder af militærområdet Alaska, fra 1868 til 1870. Selv om han klarede sig godt i en række slag under borgerkrigen huskes han bedst for to ting: Sin navnelighed med konføderationens præsident Jefferson Davis og at han myrdede en overordnet officer ved et skænderi under borgerkrigen.

## Tidlige opgaver
Davis blev født nær vore dages Memphis, Indiana. Han meldte sig som frivillig til den Mexicansk-amerikanske krig. Efter krigen overgik han til den regulære hær, hvor han blev officer og tjente i 1st U.S. Artillery. Ved udbruddet af den amerikanske borgerkrig var han premierløjtnant, og gjorde tjeneste i Fort Sumters garnison, da den blev bombarderet af konfødererede styrker i april 1861. I august blev Davis oberst for 22nd Indiana Infantry, som han førte i Slaget ved Wilson's Creek. I december 1861 blev han brigadegeneral i den frivillige hær og fik kommandoen over tredje division i Army of the Southwest i Slaget ved Pea Ridge. Han havde kommandoen over 4th Division, Army of the Mississippi, i Slaget ved Corinth. Han tog på sygeorlov, men forlod sygesengen for at medvirke i forsvaret af Cincinnati, Ohio.

## Mordet på General Nelson
Under sin reconvalescens kom Davis den 29. september 1862 i skænderi med sin overordnede generalmajor William "Bull" Nelson, i Galt House i Louisville, Kentucky. Davis var blevet forhånet af Nelson ved tidligere lejligheder, og da han blev slået i ansigtet, skød og dræbte han Nelson.  Han blev arresteret og sat i fængsel, men generalmajor Horatio G. Wright kom ham til hjælp og fik ham løsladt. Han undgik at blive dømt for mord, fordi der var mangel på erfarne officerer i Unionshæren. Han førte Første division i højre fløj i Army of the Cumberland i Slaget ved Stones River, hvor hans tropper blev slået på flugt efter at være blevet ramt af et massivt overraskelsesangreb i siden. Hans division blev omdøbt til 1st Division, XX Korps i Slaget ved Chickamauga. Han førte 2nd Division, XIV Korps i Slaget ved Chattanooga og under Atlanta kampagnen. Han overtog kommandoen over XIV Korps og førte det gennem Shermans march til havet og Carolina kampagnen.

## Forfremmelser og efterkrigstiden
Davis var en dygtig leder, men på grund af mordet på general Nelson fik han aldrig højere permanent rang end brigadegeneral. Han blev dog udnævnt til midlertidig generalmajor i den frivillige hær den 8. august 1864 (for hans indsats i Slaget ved Kennesaw Mountain), og en midlertidig forfremmelse til brigadegeneral i den regulære hær den 13. marts 1865.
Efter borgerkrigen fortsatte Davis i hæren. Han opnåede igen berømmelse da han overtog kommandoen over de amerikanske tropper i Modoc krigen. Han var den første chef for militærområdet Alaska, fra 18. marts 1868 til 1. juni 1870, og han tvang den russiske befolkningen i Sitka, Alaska til at opgive deres hjem, da han hævdede, at amerikanere havde brug for dem.
Han døde i Chicago i Illinois og ligger begravet på Crown Hill Cemetery i Indianapolis, Indiana.